# DH Silveira
Diego Cunha Silveira (Franco da Rocha, 20 de fevereiro de 1987), mais conhecido pelo seu nome artístico DH, é um cantor brasilleiro. Ele é conhecido por ser ex-vocalista da banda de música pop Cine e por ter sido o vencedor da sétima temporada do reality show A Fazenda.

## Carreira
De 2007 a 2016, ele foi o principal vocalista da banda de música pop Cine.
Em 2014, o cantor foi confirmado como um dos dezessete participantes da sétima temporada de A Fazenda. Em 10 de dezembro, após 90 dias confinado, foi o grande vencedor da edição, vencendo a ex-panicat Babi Rossi e a socialite Heloísa Faissol na votação final, levando o prêmio de 2 milhões de reais pra casa. Ele foi o primeiro e único finalista que venceu sem passar por nenhuma roça.

## Vida pessoal
DH foi casado por três anos com a influenciadora digital Bruna Unzueta, de quem se separou em 2018.

## Discografia

### Álbuns de estúdio
| Ano  | Álbum | Posições | Posições  | Vendas e Certificações  |
| Ano  | Álbum | BRA ABPD | BRATop 40 | Vendas e Certificações  |
| ---- | --- | -------- | --------- | ----------------------- |
| 2009 | Flashback! - Lançamento: 16 de junho de 2009 - Formatos: CD, download digital - Gravadora: Universal Music        | 10       | 6         | - Vendas totais: 30.000 |
| 2011 | Boombox Arcade - Lançamento: 22 de novembro de 2011 - Formatos: CD, download digital - Gravadora: Universal Music | —        | —         | - Vendas totais: 10.000 |

### Extended plays (EP's)
| Ano  | Detalhes do álbum                                                                                          |
| ---- | --- |
| 2008 | 80's EP - Lançamento: 2008 - Formatos: CD, download digital - Gravadora: Cine Music                        |
| 2013 | Verano - Lançamento: 22 de fevereiro de 2013 - Formato: Download digital - Gravadora: Panic! Digital Music |

### Álbuns ao vivo
| Ano  | Álbum | Posições | Posições  | Vendas e Certificações  |
| Ano  | Álbum | BRA ABPD | BRATop 40 | Vendas e Certificações  |
| ---- | --- | -------- | --------- | ----------------------- |
| 2010 | As Cores - Lançamento: 14 de setembro de 2010 - Formatos: CD, download digital - Gravadora: Universal Music | 4        | 4         | - Vendas totais: 35.000 |

### Singles
| Ano                                                                             | Canção                         | Melhores posições | Melhores posições | Melhores posições | Melhores posições | Álbum                |
| Ano                                                                             | Canção                         | BRA               | BRAHit Parade     | BRABill.          | BRABill. Pop      | Álbum                |
| ------------------------------------------------------------------------------- | ------------------------------ | ----------------- | ----------------- | ----------------- | ----------------- | -------------------- |
| 2009                                                                            | "Garota Radical"               | 12                | 4                 | 40                | 20                | Flashback            |
| 2009                                                                            | "Se Você Quiser"               | 10                | 10                | 55                | 26                | Flashback            |
| 2010                                                                            | "A Usurpadora"                 | 32                | 12                | 72                | 48                | Flashback            |
| 2010                                                                            | "As Cores"                     | 38                | 2                 | 24                | 8                 | As Cores             |
| 2011                                                                            | "#Emchoque"                    | 22                | —                 | —                 | —                 | Boombox Arcade       |
| 2012                                                                            | "Nunca Ninguém Morreu de Amor" | —                 | —                 | —                 | —                 | Boombox Arcade       |
| 2013                                                                            | "Praia e Sol"                  | —                 | —                 | —                 | —                 | Verano               |
| 2013                                                                            | "Quer Saber?"                  | —                 | —                 | —                 | —                 | Verano               |
| 2014                                                                            | "Se Eu Pudesse"                | 24                | —                 | —                 | —                 | Verano               |
| 2014                                                                            | "Deixa Chover"                 | —                 | —                 | —                 | —                 | Não incluso em álbum |
| "—" denota singles que não entraram nas paradas ou não foram lançados no local. |                                |                   |                   |                   |                   |                      |

### Outras aparições
| Ano  | Canção                         | Artista          | Álbum           |
| ---- | ------------------------------ | ---------------- | --------------- |
| 2010 | "Parecia Estar"                | Stevens          | Playlist Mix FM |
| 2012 | "Como Es Grande Mi Amor Por Tí | Christian Chávez | Esencial        |

## Filmografia
| Ano  | Título    | Papel                   | Notas       |
| ---- | --------- | ----------------------- | ----------- |
| 2014 | A Fazenda | Participante (Vencedor) | Temporada 7 |